# El Gastor
El Gastor is een gemeente in de Spaanse provincie Cádiz in de regio Andalusië met een oppervlakte van 28 km². In 2007 telde El Gastor 1901 inwoners. El Gastor is een van de "Witte Dorpen" van Andalusië.

## Demografische ontwikkeling
Bron: INE, 1857-2011: volkstellingen